# 阿尔帕什
阿尔帕什，是匈牙利杰尔-莫雄-肖普朗州所辖的一个村。总面积14.27平方公里，总人口242，人口密度17.0人/平方公里（2011年1月1日）。